# Торе Санта Сузана
То̀ре Са̀нта Су̀зана (на италиански: Torre Santa Susanna, на местен диалект Torri, Тори) е град и община в Южна Италия, провинция Бриндизи, регион Пулия. Разположен е на 72 m надморска височина. Населението на общината е 10 552 души (към 2010 г.).